# オリオン座GW星
オリオン座GW星（オリオンざGWせい、GW Orionis, GW Ori）は、太陽系からオリオン座の方向に約1,310 光年離れたところにある三重連星系。前主系列星の段階にあり、連星を取り囲む巨大な原始惑星系円盤が存在する。

## 特徴
オリオン座GW星は、オリオン座λ星周辺の星生成領域に位置しており、約1 天文単位 (au) の距離で相互に周回するA星とB星と、このペアの周囲を約8 au 離れた軌道で公転するC星の3つの星からなる三重連星系である。誕生してから約100万年程度と非常に若い星で、まだ水素核融合ではなくケルビン・ヘルムホルツ機構で輝いている前主系列段階にある。主星Aはそのスペクトルと質量からB型主系列星の前駆体であるが、まだハービッグBe型星まで進化していないものと考えられている。

## 原始惑星系円盤
三重連星を取り囲んで巨大な原始惑星系円盤が存在するという珍しい構造を持ち、連続スペクトルの観測結果から塵円盤は半径400 au、ガスは半径1300 auに亘って広がっているとされている。
2020年9月、カナダのビクトリア大学のジャーチン・ビー、工学院大学の武藤恭之らの研究チームは、アルマ望遠鏡を用いた観測から、原始惑星系円盤の中に軌道傾斜角の異なる3つの塵のリングが存在するとした研究結果をアストロフィジカルジャーナル誌に発表した。リングの半径は、内側から46 au、188 au、338 auで、最も外側のリングは既知の塵のリングとしては最大の半径を持つ。3つのリングはいずれも3連星の軌道面に対して大きく傾いており、中でも最も内側のリングは他の2つのリングに対しても大きく傾いていることが判明した。また同年同月、イギリスのエクセター大学のステファン・クラウスらのチームも、アルマ望遠鏡と超大型望遠鏡 (VLT) を使ったサブミリ波と近赤外線による観測から、内側のリングが外側の領域に影を落としていることを明らかにし、内側のリングが連星の軌道面や外側のリングに対して傾いているとする研究結果をサイエンス誌に発表した。惑星の有無に関しては、ビーのグループが3連星の影響だけではこのような構造は形成できないとして肯定的な見解であるのに対して、クラウスのグループは必ずしも惑星を必要としないとするシミュレーション結果を示しており、見解が分かれている。